# Men in Black 3
Men in Black 3, scritto anche come MIB³, è un film del 2012 diretto da Barry Sonnenfeld. È una commedia fantascientifica, terzo capitolo della serie cinematografica Men in Black, seguito di Men in Black II (2002).
Il film, uscito nelle sale a distanza di quindici anni dal primo film del franchise, è, assieme agli altri film della serie, una delle commedie fantascientifiche di maggiore successo.

## Trama
Il criminale intergalattico Boris "l'animale" fugge, con la complicità di Lily Poison, dalla prigione LunarMax, situata sulla Luna, con l'intento di tornare indietro nel tempo per uccidere l'agente K, che, il 16 luglio 1969, il giorno del lancio dell'Apollo 11, lo aveva arrestato amputandogli un braccio. Dopo aver investigato sull'impatto di una navicella spaziale a New York, K e l'agente J si recano in un ristorante cinese, dove J rivela di non aver mai conosciuto suo padre, morto quando era bambino, e di conservare di lui soltanto un orologio da taschino. Dopo avere ingaggiato uno scontro a fuoco con un gruppo di criminali alieni, K deduce che Boris è evaso, ritrovandosi faccia a faccia con lui al termine dello scontro e rimpiange di non averlo ucciso nel '69; rifiuta tuttavia ogni aiuto del compagno per riacciuffare il criminale. J ipotizza che l'episodio di quarantatre anni prima possa avere pesantemente influenzato il carattere difficile di K e cerca di investigare per proprio conto, ma l'agente O, subentrata al posto del defunto agente Z al comando dei MiB, glielo impedisce. Nel frattempo Boris fa ritorno al 1969 e uccide K, cancellandone così l'esistenza nel presente.
J sembra dunque l'unico a ricordare l'esistenza del suo compagno. O deduce dalle dichiarazioni e dagli strani sintomi di J, tra cui un'insana voglia di latte al cioccolato, che si è verificata una frattura nel continuum spazio-temporale. L'alterazione della storia ha come conseguenza l'invasione della Terra da parte dei Bogloditi, la razza di Boris, a causa dell'assenza di uno scudo protettivo attorno alla Terra, denominato ArcNet, che l'agente K avrebbe dovuto installare nel 1969. J effettua un salto temporale aiutato da Jeffrey Price, figlio del compagno di prigionia di Boris e inventore del dispositivo per viaggiare nel tempo. Con sole 24 ore a disposizione per fermare Boris, J giunge nel passato il 15 luglio 1969, un giorno prima della data fatidica, prima di partire quando Jeffrey capisce che J ricorda tutto dice la strana frase: "Tu eri presente".
A Coney Island incontra sia il Boris del passato sia il ventinovenne agente K. Mentre Boris riesce a fuggire, K arresta J per interrogarlo al quartier generale dei MiB. Non ottenendo alcuna risposta, ma constatando comunque che J è in possesso di informazioni riservate, K pone il suo futuro compagno in un grande e primitivo Neuralizzatore con l'intento di cancellargli la memoria. J è dunque costretto a cedere e a rivelare la verità sulla sua missione dal futuro. Una volta alleati, seppur ancora con qualche diffidenza, J e K seguono le tracce di Boris fino a una pista da bowling e poi al The Factory, lo studio / punto di ritrovo di Andy Warhol, che è in realtà l'agente sotto copertura W. Qui gli agenti incontrano Griffin, un alieno Arcaniano con la straordinaria facoltà di prevedere diversi futuri possibili. Ultimo sopravvissuto della sua specie, sterminata dai Bogloditi, Griffin vorrebbe evitare alla Terra la stessa fine ed è in possesso della tecnologia ArcNet che può salvare il pianeta. L'alieno fugge prima che Boris possa catturarlo e gli agenti lo ritrovano allo Shea Stadium, dove fornisce loro il dispositivo ArcNet e le indicazioni per posizionarlo sul razzo lunare Apollo 11, il cui lancio è previsto da lì a meno di sei ore. Boris subito dopo riesce a catturare Griffin, ma gli agenti lo inseguono su dei monocicli e recuperano l'Arcaniano.
Al loro arrivo a Cape Canaveral, i due agenti con Griffin vengono arrestati dalla polizia militare. Un colonnello, tuttavia, permette agli agenti di svolgere la loro missione dopo che Griffin ha usato il suo potere premonitore per mostrargli quanto sono importanti J e K, dopo di che l'alieno si separa da loro, rivela però che la morte quel giorno deve prendere qualcuno. Alla piattaforma di lancio, J e K affrontano sia il Boris del 1969 che quello del 2012, sopraggiunto per aiutare il suo alter ego passato ad uccidere il suo nemico. J utilizza il dispositivo del salto temporale per prevedere gli attacchi del Boris del futuro e lo sconfigge facendolo cadere dalla piattaforma. K invece, combattendo il giovane Boris, rompe una tubatura che spruzza azoto liquido sul braccio sinistro dell'alieno, congelandolo e mandandolo in frantumi, facendolo precipitare nel vuoto. K infine riesce a posizionare l'ArcNet sul Saturn V, che una volta giunto in orbita sprigiona lo scudo protettivo attorno al pianeta che impedirà ai Bogloditi di invadere la Terra. Il Boris del 2012 muore incenerito dai propulsori del razzo spaziale in partenza.
Mentre J sta osservando da lontano e si prepara a tornare nel suo tempo, il Boris del 1969 esce dalla camera di scoppio e uccide il colonnello, per poi venire ucciso a sua volta da K, che avvertito precendente da J, della sua scelta la cambia. Un bambino esce allora da una vicina auto in cerca di suo padre e si avvicina a K. Il piccolo, che dice di chiamarsi James, esibisce un orologio da taschino, lo stesso tramandato a J da suo padre. Si scopre così che il bambino è il futuro agente J e che il colonnello ucciso da Boris era suo padre. K preferisce non rivelare la morte del padre al piccolo James, così lo neuralizza cancellandogli la memoria dell'episodio e dicendogli che suo padre era un eroe.
J, tornato al presente, incontra il suo partner K alla tavola calda dove è solito cenare e gli mostra l'orologio da taschino del padre. Il vecchio agente in cambio gli dice che è stato un onore averlo incontrato in quel giorno fatale, i due amici si riconciliano e insieme vanno felicemente in missione, continuando a vivere nuove avventure come Men in Black. Mentre lasciano il locale, Griffin, a pochi posti di distanza, osserva quello che è ora il suo momento preferito della storia umana.

### Personaggi
- Agente J, interpretato da Will Smith e doppiato da Sandro Acerbo.
È uno dei protagonisti, partner dell'agente K; viaggia nel tempo per impedire che quest'ultimo venga ucciso da Boris "l'animale".
- Agente K, interpretato da Tommy Lee Jones e da Josh Brolin (da giovane), e doppiato nelle due versioni rispettivamente da Dario Penne e Andrea Lavagnino.
È uno dei protagonisti, partner dell'agente J. È stato il responsabile della cattura di Boris "l'animale" e dell'amputazione del braccio sinistro di quest'ultimo. Dopo essere fuggito di prigione, Boris si reca nel passato dove uccide l'agente K, cancellandone così l'esistenza nel presente. Per impedire l'omicidio del collega, anche J è costretto a tornare nel passato dove si allea con il K del 1969.
- Boris "l'animale", interpretato da Jemaine Clement e doppiato da Francesco Pannofino.
È l'antagonista del film ed appartiene alla razza dei Bogloditi. Prima degli eventi del primo film, Boris era stato catturato dall'agente K e rinchiuso nella prigione di massima sicurezza chiamata LunarMax. Una volta fuggito, ritorna indietro nel tempo con l'obbiettivo di uccidere il colpevole del suo arresto. A Boris non piace essere chiamato "l'animale" e possiede una specie di ragno alieno che gli spunta dalla mano e che spara grossi aculei appuntiti sui nemici.
- Griffin, interpretato da Michael Stuhlbarg e doppiato da Alessandro Quarta.
È un alieno arcaniano pentadimensionale soprannominato l'Unicorno Alieno, con la straordinaria facoltà di prevedere i futuri possibili che aiuta gli agenti J e K a sconfiggere Boris "l'animale". È lui a consegnare a K il dispositivo ArcNet per creare uno scudo protettivo attorno alla Terra che impedisca le invasioni dei Bogloditi. J rimane stupito degli straordinari poteri di Griffin, ma egli replica di trovare tali capacità snervanti e tediose. Come ammesso da Griffin, tutti i futuri che vede sono autentici, ma non è in grado di sapere quale di quelli che vede si concretizzerà. Griffin crede fermamente nei miracoli, in quanto sono una cosa che sfugge a tutti i suoi poteri e che essi accadono quando tutto sembra impossibile. Griffin è l'ultimo della sua razza in quanto il suo pianeta è stato distrutto dai Bogloditi prima di puntare alla terra.
- Agente O, interpretata da Emma Thompson e da Alice Eve (da giovane), e doppiata nelle due versioni rispettivamente da Emanuela Rossi e Valentina Mari.
È il nuovo capo dei MiB dopo la morte di Z. È innamorata, ricambiata, dell'agente K che l'aveva presa a lavorare nei MiB come sua segretaria; tuttavia la loro relazione non si sviluppa a causa della regola che impedisce ai MiB di relazionarsi tra loro.
- Jeffrey Price, interpretato da Michael Chernus e doppiato da Luigi Ferraro.
È il figlio del compagno di cella di Boris "l'animale". Aiuta prima quest'ultimo e poi l'agente J a raggiungere il 1969 attraverso il dispositivo inventato da suo padre.
- Colonnello James Darrell Edwards Jr., interpretato da Mike Colter e doppiato da Stefano Mondini.
È il padre del protagonista J, morto per salvare l'agente K da Boris.
- Andy Warhol/Agente W, interpretato da Bill Hader e doppiato da Massimo De Ambrosis.
È in realtà un agente sotto copertura, l'agente W, che aiuta J e K a trovare Griffin.
- Agente X, interpretato da David Rasche e doppiato da Michele Gammino.
È il predecessore di Z come capo dei MiB nel 1969.
- Agente AA, interpretato da Will Arnett e doppiato da Gaetano Varcasia.
È il partner di J nella realtà alternativa nel quale K è morto nel 1969 per mano di Boris "l'animale".[senza fonte]

## Produzione
Nel corso della produzione di Men in Black II, Will Smith propose al regista Barry Sonnenfeld l'idea di un terzo episodio del franchise, che si sarebbe basata sull'agente J che tornava nel passato per salvare il suo collega K. Dopo 6 anni dall'uscita del secondo film, nel mese di aprile 2009, il presidente della Dimension Films Rory Bruer confermò la produzione di un terzo episodio per continuare la saga cinematografica. Il budget del film fu di 225 milioni di dollari.

### Regia
La regia fu affidata a Barry Sonnenfeld, confermato ufficialmente nel mese di maggio 2010, in contemporanea con l'annuncio della data d'uscita del terzo film: il 25 maggio 2012. Sonnenfeld spiegò che fu una sua scelta quella di ambientare parte del film nel 1969. Riguardo a questa decisione, il regista spiegò: « Il 1969 è l'anno in cui è stato fatto il primo lancio sulla Luna e quindi è stato il primo contatto con un altro corpo planetario. Quindi per un film che parla di alieni è un punto di partenza. Ma non solo il 1969 è stato anche un anno di cambiamenti, di moda e di musica, di cultura e di Andy Warhol. Inoltre il personaggio di Will sperimenterà anche un po' di razzismo ». Il regista affermò che una delle influenze per questo terzo capitolo fu il cult movie Ritorno al futuro, esempio per eccellenza riguardo ai film che hanno per trama i viaggi nel tempo. Per Sonnenfeld, inoltre, Men in Black 3 rappresentò « la fine della trilogia », nonostante Will Smith avesse delle idee « soddisfacenti » per un potenziale sviluppo di un quarto episodio.

### Sceneggiatura
La sceneggiatura si ispira all'idea proposta da Will Smith al regista Barry Sonnenfeld riguardo ai viaggi nel tempo. Il 30 ottobre 2009 Etan Cohen fu assunto per scrivere una sceneggiatura e sviluppare l'idea di Smith. Una prima versione della sceneggiatura venne pubblicata a luglio 2010:
Nonostante le somiglianze con la versione cinematografica, questa sceneggiatura presentava alcune differenze, come il nome dell'antagonista 'Yaz', che poi diventerà 'Boris l'animale'. Nel mese di giugno lo scrittore David Koepp venne ingaggiato per riscrivere la sceneggiatura di Cohen. Un terzo sceneggiatore, Jeff Nathanson, venne assunto nel novembre del 2010 per riscrivere il segmento del viaggio nel tempo presente nella sceneggiatura.

### Cast artistico e tecnico

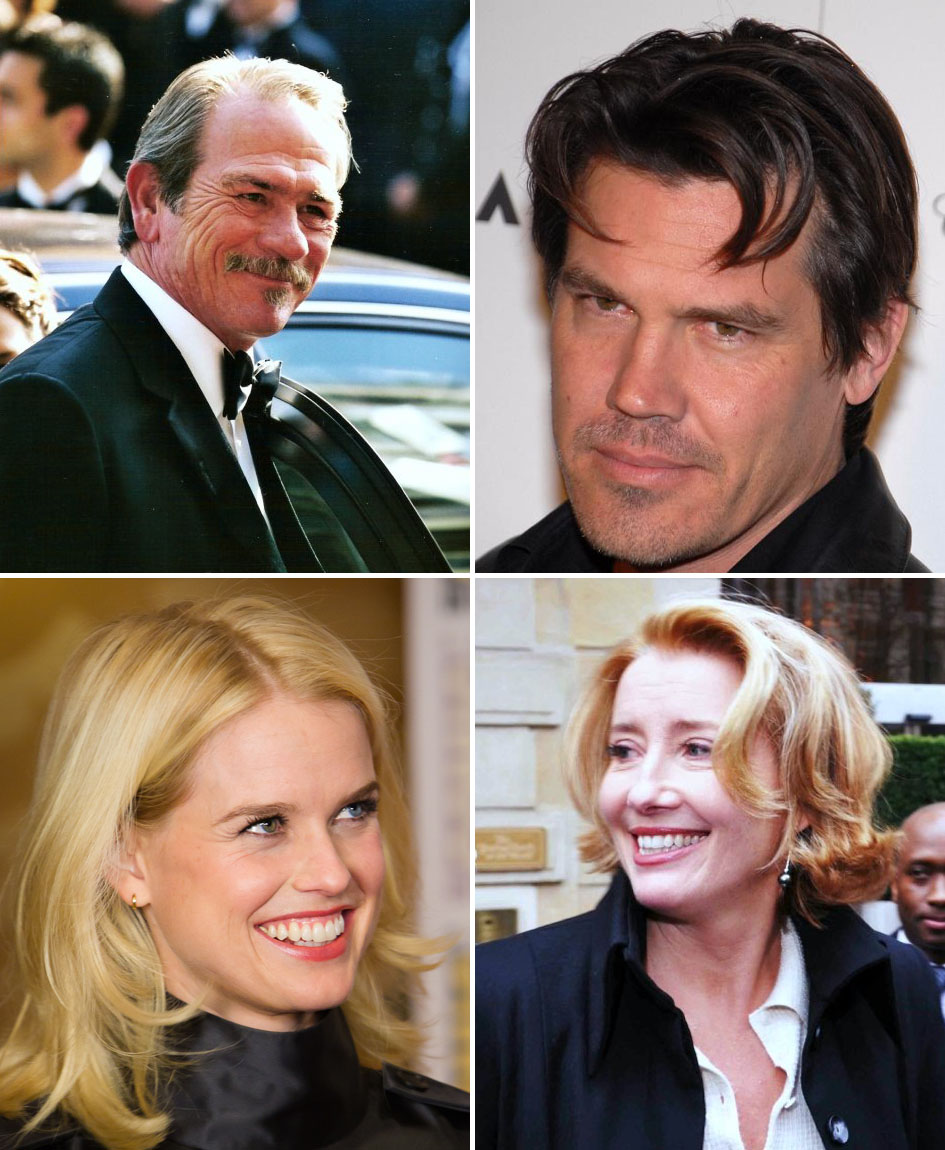
Dall'alto a sinistra, in senso orario: Tommy Lee Jones e Josh Brolin interpretano l'agente K rispettivamente nel 2012 e nel 1969, mentre Emma Thompson e Alice Eve prestano il volto all'agente O rispettivamente nel presente e nel passato.

Will Smith disse di essere indeciso se riprendere o no il ruolo dell'agente J Dopo poco meno di un mese l'attore firmò il contratto per riprendere il suo ruolo contemporaneamente a Tommy Lee Jones, interprete dell'agente K. Riguardo al suo coinvolgimento Jones affermò: «Men in Black è dannatamente divertente. Non riesco a pensare a una compagnia migliore di Will Smith o il regista Barry Sonnenfeld. È semplicemente divertimento puro. Tutto il giorno». Contemporaneamente vennero confermati Walter F. Parkes e Laurie MacDonald come produttori e Steven Spielberg e G. Mac Brown come produttori esecutivi.
A maggio 2010 Josh Brolin confermò di essere entrato ufficialmente in trattative per un ruolo ancora non noto. Con l'annuncio della trama, il ruolo di Brolin divenne noto: egli avrebbe interpretato l'Agente K da giovane. Il 19 maggio 2010 Jemaine Clement venne assunto per interpretare il villain del film che si sarebbe chiamato o 'Yaz' o 'Boris'. Il 1º ottobre 2010 Emma Thompson entrò in trattative per il ruolo di O, il nuovo capo dei Men In Black, personaggio creato dagli sceneggiatori per rimpiazzare quello di Z, apparso nei due precedenti episodi, che era interpretato da Rip Torn, non coinvolto nella produzione a causa di alcuni problemi legali. Ad ottobre 2010, Sharlto Copley, Alec Baldwin e Gemma Arterton entrarono in trattative per apparire in piccoli ruoli.

#### Camei
Nella base dei MIB del 2012 vi è uno schermo che monitora ogni azione degli alieni travestiti da umani. In un paio d'inquadrature si vedono sugli schermi Lady Gaga, Bill Gates, Yao Ming, David Beckham, Justin Bieber e il regista Tim Burton.

### Riprese
In origine l'inizio era previsto per il 18 ottobre 2010, per continuare fino a maggio 2011, a New York. La prima parte delle riprese iniziò il 16 novembre 2010 e si concluse a Natale dello stesso anno per poi proseguire ad aprile (in origine le riprese dovevano ricominciare a febbraio). Le foto dal set vennero messe online il 17 novembre 2010 che mostravano Will Smith, Tommy Lee Jones, Emma Thompson e Nicole Scherzinger. La seconda parte delle riprese si svolse nel Bronx, a Brooklyn e a Manhattan e si concluse tra il 2 e il 4 maggio 2011. A differenza dei primi due film, Men in Black 3 venne girato in 3D.

### Effetti speciali
Il design di gadget (come il congegno per controllare il viaggio temporale), armi aliene, oggetti di scena fu affidato al conceptual artist Christopher Ross. Nel 1969 appaiono due tipi primitivi di Neuralizzatori. Il primo è uno gigantesco nel quale K pone J nel tentativo di cancellargli tutte le informazioni. Il secondo è molto simile a quello del futuro in grandezza ma, a differenza della versione più avanzata, per farlo funzionare necessita che sia attaccato ad una batteria. L'automobile di J e K non è tecnologica come quella del futuro, ma dispone di due monocicli che compaiono da dentro l'auto dopo che questa viene distrutta da 'Boris l'animale'. Riguardo quest'ultima novità tecnologica, il regista della pellicola Barry Sonnenfeld affermò:

## Promozione
Un teaser poster del film venne distribuito il 21 settembre 2010. Il teaser trailer è stato distribuito il 12 dicembre 2011, mentre il full trailer italiano è stato diffuso il 6 marzo 2012.

## Distribuzione
Il film è stato distribuito in tutto il mondo il 25 maggio 2012, esattamente quindici anni dopo l'uscita di Men in Black e dieci anni dopo l'uscita di Men in Black II. Solo in alcuni paesi è stato distribuito il giorno precedente (in Italia è uscito il 23 maggio; in occasione dell'inaugurazione del cinema The Space di Catanzaro il 18 maggio si è tenuta un'anteprima nazionale).

### Date di uscita
Le date di uscita internazionali nel corso del 2012 furono:
- 23 maggio in Belgio, Francia, Taiwan, Islanda, Italia, Paesi Bassi, Filippine e Svezia
- 24 maggio in Argentina, Australia, Bosnia ed Erzegovina, Cile, Croazia, Danimarca, Germania, Grecia, Hong Kong, Ungheria, Indonesia, Israele, Kuwait, Malaysia, Nuova Zelanda, Portogallo, Russia, Serbia, Singapore, Slovenia, Thailandia e Ucraina
- 25 maggio in Brasile, Canada, Colombia, Estonia, Finlandia, India, Irlanda, Giappone, Lituania, Messico, Norvegia, Paraguay, Polonia, Romania, Sudafrica, Spagna, Turchia, Regno Unito, Stati Uniti d'America e Vietnam
- 31 maggio in Repubblica Ceca
- 7 giugno in Georgia

## Accoglienza

### Incassi
Durante il weekend d'esordio nelle sale statunitensi il film ha incassato 17,7 milioni di dollari, battendo così anche il campione di incassi The Avengers (che però era al suo 22 giorno di box office). Nonostante si possa considerare una buona partenza, il film è risultato essere inferiore ai precedenti episodi che erano riusciti nel primo weekend ad incassare rispettivamente 18,9 milioni e 18 milioni di dollari. Men in Black 3 è stato uno dei film più visti anche nel resto del mondo: durante il suo primo weekend di proiezione si è classificato primo in circa 104 paesi, compresa l'Italia, uscito alcuni giorni in anticipo, il 23 maggio 2012. A settembre 2012 ha raggiunto un incasso globale di 624.026.776 dollari, superando i precedenti episodi e diventando il film più proficuo della serie.

### Critica
Il film ha generalmente ricevuto recensioni positive da parte della critica. Il sito Rotten Tomatoes ha riportato che il 68% delle 251 recensioni positive ha dato un giudizio positivo sul film, con un voto di 6,1 su 10.
Roger Ebert ha dato al film 3 stelle su 4 e, in particolare, ha lodato l'interpretazione di Josh Brolin nel ruolo del giovane agente K, definendolo un ottimo esempio di casting. Ebert ha, inoltre, apprezzato anche la «trama ingegnosa, i mostri bizzarri» e la «virtuosa sequenza finale».

## Citazioni dei precedenti episodi
- Nel film ci sono alcuni riferimenti all'agente Frank, che stranamente non compare, il cane parlante apparso nei precedenti capitoli. Lo si può vedere in un quadro nell'appartamento dell'agente J e su un manifesto del 1969 con scritto «l'incredibile carlino parlante».
- Nel film è presente un'altra citazione dei precedenti episodi, infatti durante una conversazione tra l'agente J e l'agente K, quest'ultimo chiede quale sia la cosa più pericolosa dell'universo, e J risponde lo zucchero. Chiaro riferimento al primo film, dove l'antagonista principale (la piattola) chiedeva acqua e zucchero.
- L'agente J durante una scena sale sul tettuccio di un'automobile per sparare al nemico in fuga, armato con un comune revolver, mancando il bersaglio per poi cadere dall'auto a causa del conducente che da fermo decide di muoversi: nel primo film la scena è simile ma l'agente J viene sbalzato all'indietro a causa del rinculo dell'arma ipertecnologica che stava usando.
- Quando le astronavi boglodite invadono la Terra nel futuro alternativo, si vedono i vermoni con le valigie che si preparano a lasciare il pianeta, analogamente a quanto accadeva nella prima pellicola.
- Una curiosità non riferita al capitoli precedenti ma a un errore temporale. Durante il ritorno nel passato l'agente K è piuttosto incerto sulla verità raccontatagli da J, e quest'ultimo, in auto, gli dice di non guardarlo dubitante come un Cavaliere Jedi, anche se come riferimento nel 1969 non esiste perché i Jedi compariranno nel film Guerre Stellari che uscirà solo nel 1977 (non è un vero errore perché J, venendo dal futuro, conosce Guerre Stellari, quindi può citarlo. K non può cogliere il riferimento, ma questo non rende la battuta un errore temporale).

## Sequel e crossover
Sia Will Smith che Tommy Lee Jones hanno espresso interesse per ritornare in un eventuale quarto episodio del franchise.
Il 6 maggio 2013 la Sony ufficializza la lavorazione di Men in Black 4 a seguito di un grande successo al botteghino per il terzo capitolo.
La sceneggiatura sarà affidata a Oren Uziel mentre la regia tornerà probabilmente sotto l'obbiettivo di Barry Sonnenfeld, già autore dei tre precedenti film.
Nel giugno 2013 Will Smith durante un'intervista per la promozione del suo ultimo film After Earth ha lasciato trasparire qualche dubbio sulla sua eventuale partecipazione poiché « tre film sono sufficienti per lui ». Sul suo possibile sostituto, Will non chiude le porte a suo figlio Jaden sostenendo di « essere aperto a quest'idea ».
 A novembre 2014 un attacco ai sistemi informatici Sony da parte del gruppo di hacker noti come Guardians of Peace, denominato 'Sony Hack', volto a impedire la pubblicazione del controverso The Interview e a pubblicare online (come accaduto) un'enorme quantità di dati privati e personali della major, scambi di mail tra i dipendenti e tra i piani alti riguardo ai vari progetti in cantiere e ai vari film usciti al cinema e non, rivela che il piano dello studio per il franchise di Men in Black concerne un crossover con la saga di Jump Street (21 Jump Street e 22 Jump Street), di cui nel frattempo era in sviluppo un terzo capitolo, 23 Jump Street: la pellicola è in attivo sviluppo, stando ai documenti trapelati in rete, con Chris Miller e Phil Lord (registi della seconda saga) in veste di produttori e, possibilmente, registi, ma Will Smith e Tommy Lee Jones non dovrebbero essere presenti (almeno come protagonisti) e la sceneggiatura non è ancora pronta, ma il 14 gennaio 2014, durante un'intervista, il duo ha confermato di fatto la realizzazione della pellicola, ancora in fase embrionale, dato che le informazioni trapelate con il 'Sony Leak' sono vere, senza però specificare i ruoli che ricoprirà nello sviluppo del film, ma ammettendo: 
Il 29 luglio 2017 la Sony annuncia lo sviluppo di uno spin-off per il 2019, che precederà il crossover con 21 Jump Street poiché la lavorazione di quest’ultimo è stata definita dagli stessi produttori come ancora in fase di sviluppo mentre lo spin-off è già stato scritto. La trama non è stata ancora rivelata ma la Sony promette che sarà un’estensione dell’universo della trilogia (cancellando così i rumor secondo i quali il nuovo franchise di Men In Black sarà un remake dell’intera saga). Il 20 dicembre 2018 viene diffuso il primo trailer dello spin-off insieme al titolo , Men in Black: International. Chris Hemsworth e Tessa Thompson saranno i nuovi agenti, mentre Emma Thompson riprende il suo ruolo come l’Agente O.